# Завод имени Малышева
Харьковский завод транспортного машиностроения имени В. А. Малышева (ЗТМ, ХЗТМ; до 1922 года — Харьковский паровозостроительный завод; до 1939 года — ХПЗ имени Коминтерна, до 1960-х годов — машиностроительный завод № 183 и его филиал завод № 75) — завод транспортного машиностроения в Харькове, выпускающий двигатели, тепловозы и танки.

## История

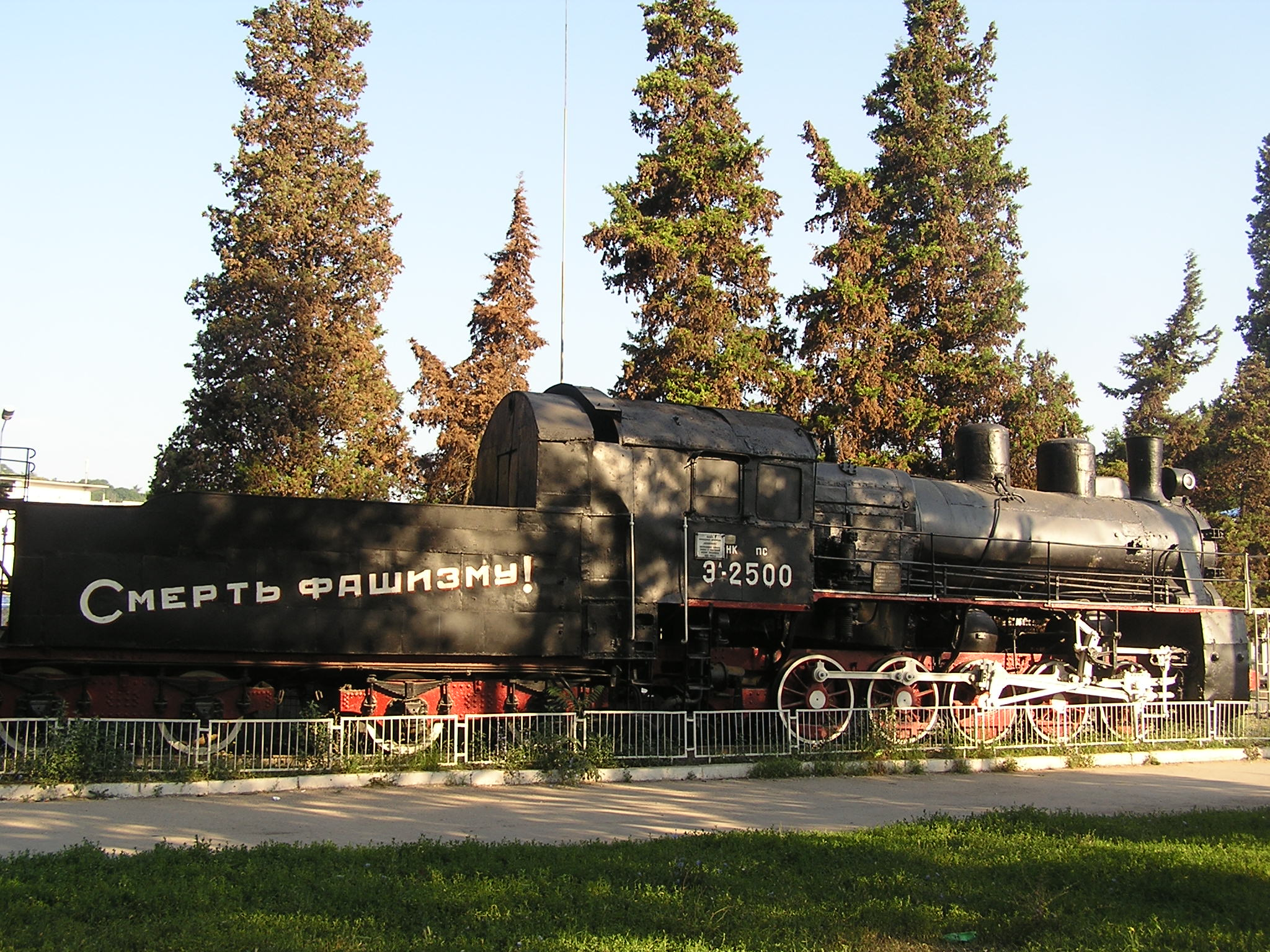
Паровоз-памятник Э^{л}−2500 (тип 1917 года) в Севастополе, построенный Харьковским паровозостроительным заводом в 1917 году.

Первый предсерийный тепловоз ТЭ3, 1955

### Предпосылки создания завода
Конец XIX столетия — период подъёма промышленности в Российской империи, характеризуемый перемещением центра промышленного развития с Урала на юг страны, в связи с началом разработки богатых угольно-рудных месторождений в Донбассе и Криворожье, сопровождаемый интенсивным строительством железных дорог в центральной и южной части Российской империи. Это стимулировало развитие машиностроительных отраслей, в условиях протекционистской экономической политики правительства Российской империи по отношению к отечественным предприятиям, в целях ограждения их от влияния зарубежных конкурентов.
Выбор города Харькова для строительства машиностроительного завода был обусловлен рядом благоприятных условий:
- местом сосредоточения Курско-Харьковско-Севастопольской, Харьковско-Николаевской и Юго-Восточной железных дорог, обеспечивающих транспортную связь между сырьевой базой, местом производства и промышленными центрами страны;
- близостью места производства к Донецкому угольному и Криворожскому железорудному бассейнам;
- возможность привлечения к производству квалифицированных рабочих со средних и малых городских предприятий;
- наличие в городе Университета и Технологического института для подготовки инженерных кадров;
- возможностью выделения обширной территории под застройку, на восточной окраине города, расположенной в непосредственной близости от товарной станции «Балашовская» (ныне вокзал и станция Харьков-Балашовский) Харьково-Балашовской линии общества Юго-Восточных железных дорог, введённой в эксплуатацию в 1895 году.

### Основание завода
В 1890-е годы значительное развитие получило транспортное машиностроение. Начиная с 1891 года была нарушена монополия на паровозостроение, которое было сосредоточено в 1880-х годах на одном лишь Коломенском заводе. В середине 1890-х годов паровозостроение развёртывается на восьми крупнейших машиностроительных предприятиях Российской империи, из которых два завода (Харьковский и Луганский) возникли как специализированные.
Харьковский паровозостроительный завод (ХПЗ) был основан Русским Паровозостроительным и Механическим акционерным обществом (РПиМО). Два места в правлении РПМО предоставлялось французским капиталистам: Стефану и Филиппу Буэ — владельцам машиностроительных заводов в Париже. Филипп Буэ, в качестве одного из учредителей РПМО, добился заключения договора с Управлением Русских казённых железных дорог, предусматривающий в виде первого заказа 480 паровозов, а также право на учреждение в Российской империи завода для изготовления паровозов, паровых машин, станков, всякого рода механических устройств и военных приспособлений. В итоге, РПиМО получило казённый заказ и кредит на постройку паровозов за несколько месяцев до начала строительства завода.
31 июля 1895 года был заключён договор РПиМО с Управлением казённых железных дорог на ежегодный выпуск 150 паровозов (независимо от производства машиноорудий, на сумму до 1 млн руб.).
6 августа 1895 года Правление РПиМО дало согласие на участие в строительстве завода французского общества, гарантировав ему прибыль в размере 10 процентов от всей суммы прибыли завода, но не менее 500 000 франков в год. Правление РПиМО утвердило представленный Обществом Буэ состав технической службы завода. Общество заводов Буэ обязывалось:

«В продолжении 12 лет со дня учреждения РПиМО …отдать безвозмездно сотрудничество своё с тем, чтобы РПМО могло воспользоваться опытностью его в деле постройки и имело ручательство в том, что:
1. предполагаемые к постройке мастерские будут устроены согласно требуемым этого рода заводским делом условиям технического совершенства;
2. по устройстве своём мастерские эти будут поставлены в возможность пользоваться всеми достигнутыми успехами с точки зрения оборудования».

Кроме того, с момента открытия действия мастерских по изготовлению станков, Общество заводов Буэ обязано было договором отказаться от поставки в Российской империи всех станков, могущих конкурировать с Русским Обществом. Взамен этого РПиМО отказывалось от поставки станков вне пределов Российской империи без предварительного согласования с Обществом заводов Буэ. Из числа акций, выпускаемых для реализации акционерного капитала РПМО, Общество заводов Буэ обязывалось приобрести от РПМО три тысячи акций по 125 руб. золотом каждая с уплатой 375000 металлических рублей.

### Строительство завода
20 июля 1895 года для развёртывания строительства завода в Харькове правление РПМО пригласило на службу инженер-технолога Павла Риццони с окладом 1000 золотых рублей в месяц (12 000 в год), поручив ему покупку земельного участка в Харькове для постройки паровозостроительного завода и возложив на него руководство строительными работами.
После покупки земельного участка для постройки завода, 18 сентября 1895 года, Правление РПиМО выдало Риццони доверенность следующего содержания:

«Правление Русского Паровозостроительного и Механического общества, поручая инженер-технологу Павлу Павловичу Риццони заведовать в Харькове постройкою паровозостроительного и механического завода общества, уполномачивает его входить в сношения и переговоры с казёнными и общественными учреждениями и частными лицами по всем вопросам, касающимся означенной постройки, заключать договоры и контракты по постройке завода, производить закупки материалов, необходимых для производства работ, делать заказы подрядчикам и поставщикам, совершать наличными деньгами уплаты за проведённые работы, нанимать служащих для завода и технической конторы, утверждать чертежи и способы технических сооружений, ходатайствовать по делам общества во всех судебных и административных учреждениях, предъявлять иски и по предъявлению отвечать, подавать всякого рода прошения, отзывы, частные, апелляционные и кассационные жалобы, получать документы, исполнительные листы и деньги, передавать доверенность другим лицам. О всём, что он Риццони, или уполномоченные им лица согласно сей доверенности учинят, Правление верит, спорить и прекословить не будет».

В октябре 1895 года Правление РПиМО пригласило на службу академика А. И. фон Гогена, поручив ему составление смет и строительных проектов всех зданий завода, а также наблюдение за их постройкой.
В конце октября — начале ноября 1895 года на площадке началось строительство основных объектов завода: производственных зданий — цехов (паровозосборочного, литейного, модельного, меднолитейного, кузнечного, котельного); электростанции; главной конторы; проходной конторы; дома директора завода со всеми службами; дома на 24 квартиры для семей мастеров, начальников отделов и цехов; двух и трёх этажных домов для приглашённых инженеров, техников и старших служащих конторы; дома на 100 коек для холостых рабочих… На строительстве работало свыше 1700 рабочих.
Строительство основных объектов будущего завода было развёрнуто на восточной окраине Харькова (район Балашовки), на пустырях между товарной станцией, введёной в эксплуатацию в 1895 году Юго-Восточной (Харьково-Балашовской) железной дороги и Кирилло-Мефодиевским кладбищем (ныне Парк Машиностроителей). Новый завод строился специально для производства паровозов для русских казённых железных дорог.
Строительство заводских объектов было начато с закладки фундамента чугунно-литейного цеха, площадью 2320 м², общей длиной 70 метров, и общей шириной двух пролётов — 33 метра.
10 ноября 1895 года состоялось общее собрание акционеров РПиМО, в ходе которого были определены: организация управления завода — директор, помощник директора, главный бухгалтер, секретарь дирекции; администрация завода — управляющий завода, помощник управляющего, заведующий проходной конторой и контора завода. Правление РПиМО приняло решение окончить в 1896 году постройку паровозного и машиностроительного отделов завода, а на 1897 год отложить постройку и оборудование лишь той части заводских зданий, сооружение которых не сможет существенно повлиять на выполнение уже полученных правительственных заказов на паровозы. Правление заказало фирме Буэ в Париже 89 сложных станков для оборудования завода на сумму 420635 руб. золотом, утвердило смету расходов на строительство завода. Из общей суммы 4603370 руб. на строительство зданий паровозного отдела и устройств было намечено 1316000 руб., на оборудование его машинами и станками — 1839195 руб. На устройство машиностроительного корпуса со всем его оборудованием было отпущено — 150000 363100 руб. На устройство заводской электростанции было отпущено — 150000 рублей.
В ноябре 1895 года, задолго до пуска завода, остро встал вопрос о жилищном строительстве для рабочих. Директор рекомендовал правлению РПиМО план строительства рабочей колонии. Он просил ассигновать для этого 450000 рублей. Однако правление сочло такие затраты непосильными и обременительными, и в этой связи отклонив предложение Риццони, нашло средства лишь на строительство бараков и домов, эксплуатация которых приносила бы даже прибыль. В решении правления общества было установлено: «Постройку бараков произвести хозяйственным способом, по возможности дешёвому типу для помещения возможно большего числа рабочих». Директор без всяких возражений принял это решение и взял на себя постройку бараков. Несколько позже директор завода выдвинул план постройки специальных коммерческих домов, не только самоокупаемых за счёт высокой квартирной платы, но и прибыльных. Эти дома предназначались главным образом для высокооплачиваемых служащих и «рабочей аристократии». Правление общества одобрило план и смету. Однако, в связи с тем, что цены на заводские квартиры для рабочих были в полтора раза выше, чем средние городские цены, сотни рабочих семей, не имея возможности вносить высокую квартирную плату, ютились в тесных и неблагоустроенных бараках, а квартиры в новых домах пустовали.
30 июля 1896 года Правление РПМО приняло предложение директора завода Риццони о выпуске, начиная с 1898 года, 120 паровозов ежегодно.
В начале августа 1896 года, была завершена постройка основных производственных объектов завода: здание главной конторы завода, построены и частично введены в действие цехи: паровозосборочный, кузнечный, чугунолитейный.
Первый чугун был произведён чугунолитейным цехом менее чем через год после начала строительства, его продукция использовалась для оборудования цехов: станины станков, фермы перекрытий, стропила…
11 августа 1896 года на стройку, в адрес директора П. П. Риццони, Правление РПиМО прислало поздравительную телеграмму: «Поздравляем Вас, мастеров и всех господ служащих с началом деятельности завода»
В сентябре 1897 года, была завершена постройка цехов: машиностроительного, меднолитейного, модельного, котельного и малярного.
В октябре 1897 года, на строительную площадку завода приехали из Петербурга члены правления РПМО: А. И. Мураний и А. И. Грубе, которые обследовали строительство и дали заключение о возможности пуска в действие основных цехов и отделов завода.
В ноябре 1897 года на заседании РПМО было принято официальное решение о пуске завода. В решении говорилось:

«Ввиду того, что постройки и оборудование на Харьковском паровозостроительном заводе, проектированные в исполнение договора с Управлением казённых железных дорог от 31 июля 1895 года на ежегодный выпуск 150 паровозов (независимо от производства машиноорудий на сумму до 1000000 руб.) и выполнение по смете, одобренной общим собранием господ акционеров 11 ноября 1895 года, приведены ныне к концу, — считать сооружение и устройство Харьковского паровозостроительного завода… законченным к 1 ноября 1897 года».

1 ноября 1897 года ХПЗ был официально завершён сооружением и устройством.

### Период развития (1897—1914 годы)
В 1896—1897 годах, на заводе образованы паровозостроительное и машиностроительное отделения (отделы), включающие: склады — модельный, инструментальный, материальный; мастерские (цехи) — модельный, инструментальный, чугунолитейный, медно-литейный, кузнечный, машиностроительный, паровозосборочный, котельный. С 1902 года, ХПЗ начал производить паровые котлы не только для своего производства (паровозные), но и на сторону (котлы различных типов и назначения)… При этом, котельный отдел был образован в составе машиностроительного отдела. В 1903 году введены цехи: медницкий и снарядный. В 1906 году, в результате реконструкции завода, введены цехи: ремонтный и строительный. В 1909 году, по решению правления РПиМО были выделены кредиты, на проведение реконструкции завода в целях обеспечения выпуска двигателей внутреннего сгорания (газовых и нефтяных), сельхозмашин и постройки паровозов большой мощности… В этой связи, директор ХПЗ — Я. П. Коробко (1907—1917) представил план реконструкции завода, предполагающий срок осуществления 6-8 лет и себестоимость до 2 млн руб. В 1911—1912 годах: на заводе образованы отделы: тепловых двигателей и земледельческих машин, и соответственно были введены цехи: «тепловой» (для производства двигателей внутреннего сгорания) и «сельхозорудий»; дооборудованы чугунолитейный цех и кузнечный цех — начаты работы по установке мощного пресса для производства коленчатых валов для двигателей паровых и внутреннего сгорания, расширен меднолитейный цех. В 1914 году, завершена постройка сталелитейного цеха, а цех сельскохозорудий был переоборудован под вагонный цех. В 1916 году, введены сталелитейный и болтовой цехи.
На первые шесть лет после пуска, завод имел гарантированный государственный заказ на паровозы, развивался как специализированный паровозостроительный, запуская собственное «малое» металлургическое производство. Первый паровоз (Од) был выпущен 5 декабря 1897 года. Однако, в 1897 году, ХПЗ попал в зависимость от внешних железоделательных и сталелитейных заводов, что повлекло увеличение оборотных средств, запасов сырья и материалов на складах… В 1899 году, завод вошёл в нормальный производственный ритм с объёмом валовой продукции — 5 млн 546 тыс. рублей. В 1902 году, в связи со значительным ростом выпуска паровозов объём валовой продукции составил — 6 млн 940 тыс. рублей. С 1903 года, вплоть до навала Первой мировой войны, объём годовой валовой продукции завода стабилизировался, не превышая 6 млн руб. С 1903 года, завод получил первые заказы военно-морского ведомства, этим было положено начало для стимулирования процесса освоения производства, кроме паровозов, различных видов машиностроительной продукции. В частности, по заказу Морского ведомства завод изготовил крупногабаритные станки: бронестрогальный, радиально-сверлильный, токарный, долбёжный, кроме того: гидравлический пресс, подъёмные краны (4 ед). С 1904 года, ХПЗ освоил производство отдельных видов машиностроительной продукции: мостовых кранов, прессов, насосов, сверлильных станков. В документах военно-морского ведомства завод впервые официально именуется как: «Харьковский паровозостроительный и механический завод». В период русско-японской войны 1904—1905 гг., ХПЗ выполнил заказ военного ведомства на 100000 шрапнельных снарядов. В июле 1906 года, ХПЗ вступил в «Паровозный союз», в который входили: Коломенский, Путиловский, Брянский, Сормовский, и Луганский заводы. Этот союз способствовал получению дополнительных заказов на паровозы, обеспечивал условия для разработки новых паровозов на основе кооперации и на конкурсной основе. В 1909 году, ХПЗ приступил к выпуску сельскохозяйственных орудий и машин: плугов, борон, сенокосилок, молотилок… Эта продукция неоднократно награждалась императорскими дипломами на общероссийских выставках, а в 1911—1913 годах, эта продукция, на выставках завоевала 38 медалей (из них — 9 золотых): за плуги — 12 (3 золотых); за бороны — 7 (1 золотая); за сеялки — 9 (2 золотых); за жатки — 8 (2 золотых); за конные молотилки — 2 (1 золотая). К 1912 году, завершено переоснащение некоторых цехов для производства двигателей внутреннего сгорания (ДВС)и образован новый «тепловой» цех. Производство ДВС, по сравнению с паровозостроением и котлостроением, требовало поднять уровень технологии производства (по классу точности, по качеству и прочности применяемых материалов, техническому уровню подготовки кадров и их квалификации), по оснащению производства, в условиях отсутствия на заводе опыта производства и эксплуатации ДВС. В 1912 году, завод принял заказ морского министерства на изготовление котлов для Черноморского дредноута «Императрица Мария», а 25 февраля 1914 года — котлов для лёгкого крейсера «Адмирал Нахимов». В 1914 году, на заводе было впервые запущено собственное сталеплавильное и сталелитейное производство. Внутризаводская «малая металлургия» полностью обеспечивала потребности производства в литьевых деталях, поковках, а также и внешние заказы. Организация производства обеспечивала рациональное сочетание родственных направлений машиностроения. Ассортимент освоенной машиностроительной продукции в течение первых 15 лет после пуска, кроме паровозов, включал: котлы, насосы, компрессоры, двигатели внутреннего сгорания (ДВС), станки, сельскохозяйственные машины и орудия. Вплоть до 1917 года, ХПЗ выполняя государственные заказы, развивался самостоятельно, в системе РПиМО, в плане обеспечения себя дополнительными заказами и имел возможность самостоятельно распоряжаться своей прибылью. В частности, на все типы паровозов ХПЗ принимал заказы на запасные части и производство всех видов ремонтов. На ХПЗ, до революции, была самая высокая заработная плата, по сравнению со всеми предприятиями города Харькова. Однако, в течение Первой мировой войны (1914—1917), завод был вынужден полностью переключиться на выполнение государственных военных заказов.
На заводе работал инженер-конструктор А. С. Раевский.
Предприятие изготавливало также паровые котлы, станки, сельхозмашины, а с 1913 года — двигатели внутреннего сгорания.
С момента основания завод был центром рабочего революционного движения в Харькове. В 1905 году на нём работал Артём (Сергеев). На заводе была создана боевая дружина и налажено подпольное изготовление оружия.

### Военный период (1914—1917 годы)
В годы Первой мировой войны, (1914—1916), объём производимой заводом продукции, вследствие государственных военных заказов, возрос более чем в 4 раза по сравнению с 1913 годом. В частности, годовые объёмы выпускаемой заводом валовой продукции составил: в 1913—1914 гг. — 6 млн 173 тыс. руб.; в 1914—1915 гг. — 9 млн 800 тыс. руб.; в 1915 году — 13 млн 22 тыс. руб.; в 1916 году — 19 млн 53 тыс. руб., при чистой прибыли около 3 млн рублей. В начале 1914 года, завод прекратил производство сельскохозяйственных орудий и машин и на этой базе развернул производство железнодорожных товарных вагонов и платформ. В военный период, паровозный отдел ХПЗ, как и до войны, в большом количестве производит паровозы, кроме того: паровые котлы разных типов, насосы, двухтактные дизели и механизмы для подводных лодок, снаряды и взрыватели к ним, грузовые вагоны и платформы (в 1914 году для производства вагонов был переоборудован цех сельскохозяйственных машин), мостовые фермы, в больших объёмах ремонт паровозов и вагонов. В военный период, производственные мощности завода продолжают развиваться, в частности, в 1916 году, в общезаводскую производственную структуру были включены сталелитейный и болтовой цехи.

### Период гражданской войны (1917—1920 годы)
В ноябре 1917 года численность рабочих завода составляла свыше 6 тыс. человек. Рабочие завода принимали участие в установлении Советской власти в Харькове, в 1918 году из них были сформированы два батальона, ставшие основой для 1-го Харьковского пролетарского полка (командиром которого стал Г. П. Нехаенко — председатель заводского комитета ХПЗ).
Этот период характеризуется общим спадом производства. Завод производил чугунное, стальное, медное литьё и котельный лист. Кроме того, выполнял единичные военные заказы для нужд Красной Армии, в частности, паровозный отдел отремонтировал: танки (14 ед.), бронеавтомобили, один бронепаровоз для бронепоезда.

### Восстановительный период (1920—1925 годы)
С 1920 года, ХПЗ начал работать в условиях государственного планирования и централизованного многоступенчатого управления. Первоначально ХПЗ был включён в «Южмаштрест» — в подчинении ВСНХ СССР, который в свою очередь, подчинялся Совнаркому СССР. Заводу выдавался «план-закон», определяющий всю его деятельность, в условиях ограниченного финансирования. Южмаштрест распределял между своими заводами, выделенное централизованно: оборудование, сырьё, материалы, топливо, лимиты на рабочую силу и общую прибыль… Реализация народно-хозяйственной продукции производилась по нарядам планирующих и распорядительных государственных органов.

### Период народно-хозяйственной индустриализации (1925—1931 годы)
В этот период ХПЗ был переподчинён «Союзмаштресту», при сохранении предшествующей структуры управления и системы распределения, которая с каждым годом отлаживалась и совершенствовалась. В 1929 году, на уровне СНК СССР к руководству промышленностью подключилось Политбюро ЦК ВКП(б) для совместного принятия наиболее важных постановлений.

### Период ориентации на военную продукцию (1932—1941 годы)
С 1932 года ХПЗ в значительной степени ориентируется на производство приоритетной военной продукции — танков и танковых моторов, артиллерийских тягачей, при относительном сокращении объёма выпуска народнохозяйственной продукции (за исключением паровозостроения). При этом финансирование, капиталовложения, материально-техническое снабжение, лимиты по труду, обеспечивались в первую очередь для военного производства. Это сопровождалось интенсивным строительством новых корпусов и цехов танкового и дизельного производства: цветно-литейного; 2-го кузнечного; корпусного; топливной аппаратуры. В военном производстве концентрировались лучшие заводские кадры, пополняемые большинством поступающих на завод молодых специалистов. В этот период завод разработал и освоил серийное производство образцов новой техники: первых в СССР гусеничных тракторов (артиллерийских тягачей) с карбюраторными двигателями — «Коммунар» и «Коминтерн»; главные и вспомогательные судовые дизели типа «Зульцер», их производство освоено в кратчайшие сроки, силами завода, из советских материалов; впервые в СССР был разработан, изготовлен и испытан опытный образец бескомпрессорного судового и стационарного дизеля Д-40; впервые в СССР в серийном производстве паровозов и тракторов была широко внедрена газовая и электро сварка, газовая резка металла; разработаны составы и технологии собственного производства литой брони и специальных сталей, сложной штамповки, равнопрочных поковок.. С 1934 года директор завода — И. П. Бондаренко.
Сначала в дизельном цехе ХПЗ, а с июля 1938 года на вновь созданном моторостроительном заводе № 75 (филиал завода № 183, новая (заовражная) площадка) — под руководством К. Ф. Челпана, а затем, Т. П. Чупахина был разработан и внедрён в производство танковый дизель В-2.

### Военный период (1941—1944 годы)
На основании правительственного постановления № 667/СГКО от 12 сентября 1941 года завод № 183 и его филиал — моторный завод № 75, были эвакуированы на Урал. Эвакуация всех отделов завода (по видам производства) началась во второй половине сентября и закончилась в середине октября 1941 года, осуществлялась под общим руководством Ю. Е. Максарева (в 1938—1942 годах — директор завода № 183). За это время из Харькова было отправлено 43 эшелона с оборудованием, людьми, материалами и заготовками. Эвакуация танкового отдела завода № 183 и часть паровозного отдела была произведена из Харькова в Нижний Тагил, на площадку Уралвагонзавода. На новой площадке, в состав основного Харьковского завода № 183, влились: Уралвагонзавод, эвакуированные предприятия — Мариупольский металлургический комбинат имени Ильича и Московский станкостроительный завод имени С. Орджоникидзе, под общим названием Уральский танковый завод (УТЗ) № 183. Моторный завод № 75 был эвакуирован в Челябинск, где на базе Челябинского тракторного завода (ЧТЗ), в составе Кировского завода, было развёрнуто производство танковых дизелей В-2. Основная часть Паровозного отдела завода № 183, была эвакуирован в Красноярск, где в составе эвакуированного Брянского паровозостроительного завода, было развёрнуто производство вооружения, а с 1943 года — производство паровозов.
На базе Уралвагонзавода УТЗ № 183 в кратчайшие сроки развернул производство средних танков Т-34. На этом заводе была сохранена нумерация цехов и отделов, принятая ещё до войны в Харькове. Танковое конструкторское бюро (ведущее по танку Т-34), под прежним обозначением — «отдел 520», как и в Харькове, возглавил А. А. Морозов.

### Послевоенный период (1945—1991 годы)
В 1947 году на заводе организовано производство тепловозов и тепловозных дизелей. Здесь выпускались тепловозы ТЭ1, ТЭ2, ТЭ3, ТЭ4, ТЭ5,ТЭ6, ТЭ7, ТЭ10, 2ТЭ10, ТЭП10,ТЭ30, 2ТЭ40.
Но основной продукцией завода стала военная техника: танки, которые он начал строить ещё с 1929 года. С заводом связано имя выдающегося конструктора танка Т-34 М. И. Кошкина.

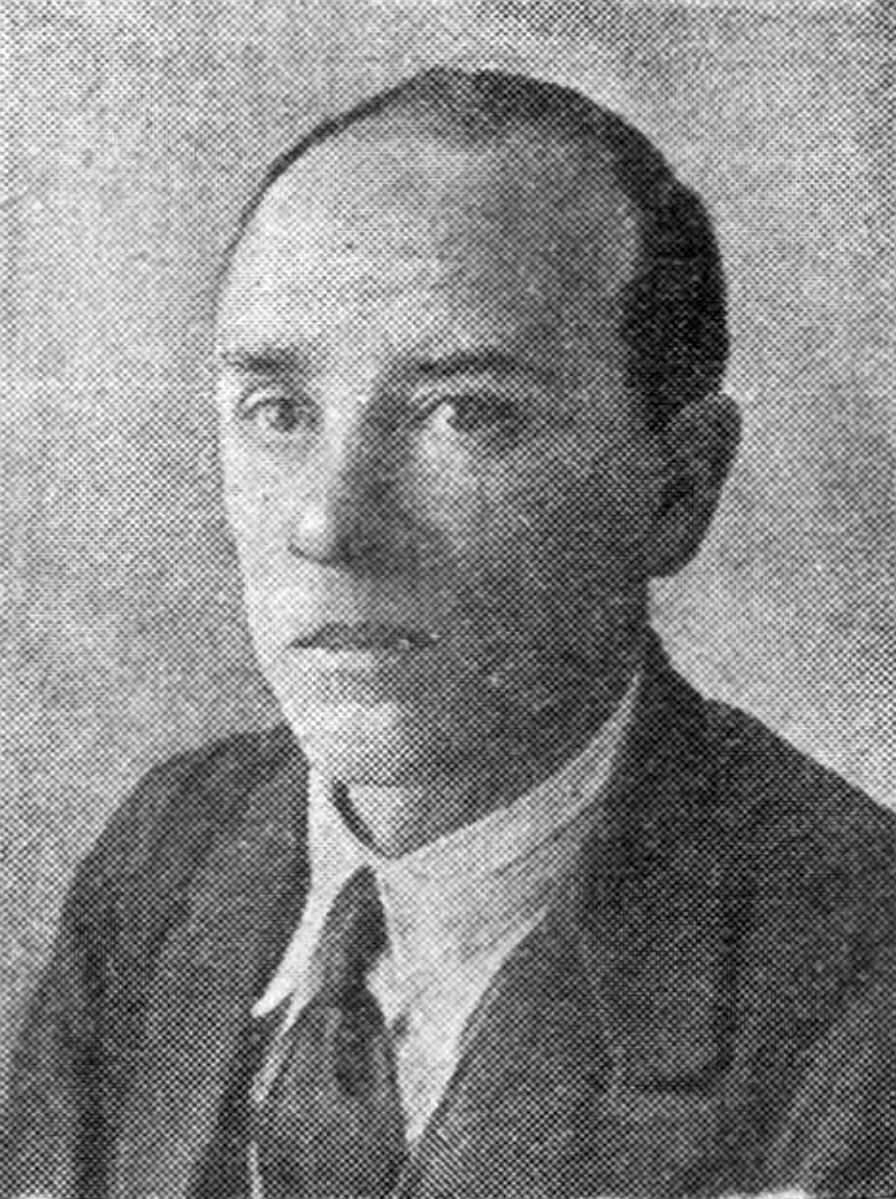
Вячеслав Александрович Малышев — председатель Государственного комитета Совета Министров СССР по новой технике (с мая 1955 года).

В 1957 году ХПЗ имени Коминтерна было присвоено имя В. А. Малышева.
В 1957—1965 годах, управление народным хозяйством СССР осуществлялось по территориальному принципу — советами народного хозяйства экономических районов (совнархозами). В этих условиях завод работал весьма производительно.
В начале 1966 года были восстановлены министерства всех уровней, завод вошёл в структуру Министерства оборонной промышленности СССР, это в значительно большей степени, чем ранее, определило приоритет оборонной продукции, и в итоге, в 1969 году привело к ликвидации тепловозостроения.
В 1968 году производство тепловозов было окончательно свёрнуто, но завод продолжал выпускать дизели для тепловозов.
В 1978 году ХЗТМ стал головным предприятием производственного объединения «Завод имени Малышева»
Максимальное количество танков (в послевоенный период) было выпущено заводом в 1991 году: восемьсот, подавляющее большинство из которых Т-80УД. Бо́льшая часть танков пошла на экспорт. Данные сведения были засекречены до 2000-х годов. После 1991 года завод даже близко никогда не приближался к этим показателям.

### Современный период (с 1991 года)
С 1991 года завод работает в условиях государственной самостоятельности Украины — в структуре Министерства машиностроения, военно-промышленного комплекса и конверсии — в условиях разрыва прежних хозяйственных связей. Объём производства и численность работающих резко сокращены (в десятки раз по сравнению с 1991 годом).
30 июля 1996 года был подписан контракт с Пакистаном на сумму 550 млн долларов на поставку 320 танков Т-80УД
. Первая партия из 15 танков была отгружена 20 февраля 1997 года. Весь контракт был выполнен в ноябре 1999 года. Темп производства составил 100—110 машин в год.
В 1990-е годы была предпринята попытка частичной конверсии завода, рассматривался вопрос о производстве бурошнековых комплексов для шахт
В 1994 году 6 гектаров территории завода были переданы для создания первого на Украине коврового комбината.
В 1997 году было заключено соглашение о производстве польского комбайна «Бизон» под наименованием «Обрій» (первый комбайн, на 85 % изготовленный из польских и на 15 % — из украинских деталей был изготовлен в мае 1999 года, в дальнейшем было начато производство серии из 13 комбайнов «Обрій»). В октябре 2000 года была предпринята попытка начать производство зерноуборочных комбайнов «Зубр» (модифицированный польский комбайн «Бизон», часть деталей для которого должна была производиться на Украине), а в ноябре 2000 года рассматривался вопрос о создании на заводе российско-украинского автосборочного предприятия по сборке автомашин ЗИЛ-5301 (при этом часть агрегатов должны были производиться на заводе им. Малышева)
В 1998 году завод освоил производство 120-мм танковой пушки стандарта НАТО, демонстрационный образец которой был представлен на оружейной выставке «Eurosatory-98».
В октябре 1999 года завод получил статус спецэкспортёра (право на самостоятельный экспорт продукции военного назначения).
В 2000-е годы продолжалась распродажа помещений и имущества завода: цех № 175, в котором собирали ходовые части танка Т-80, выкупил завод им. Фрунзе; бывший клуб «Юность» был продан и превращён в Торгово-промышленную палату, главный магазин завода — превращён в склады супермаркета, здание бывшего учебного корпуса — в офис «Харьковоблэнерго», центральная столовая — в отделение банка, также была продана и база отдыха в Старом Салтове. На баланс городского бюджета была передана заводская поликлиника (она стала городской поликлиникой № 21)
С 2003 года завод начал выпуск танков «Булат».
Кроме того, по заказу частных лиц на заводе производили демилитаризацию, ремонт и переоборудование снятых с вооружения украинской армии БРДМ-2 в гражданские машины.
В 2006—2008 году состояние завода было неудовлетворительным, завод перестал производить выплаты в Пенсионный фонд, а заработная плата сотрудникам выплачивалась нерегулярно
В декабре 2009 года был заключён контракт на поставку в Ирак 420 БТР-4 (270 линейных бронетранспортёров, 80 командирских, 30 штабных, 30 медицинских и десять ремонтно-эвакуационных) на общую сумму 457,5 млн долларов США. Для выполнения контракта в январе 2011 года был начат набор дополнительных 400 рабочих
Поставка первой партии из 26 БТРов — закончилась срывом сроков поставки (все поставлены не в 2010, а в апреле 2011 года), возвратом нескольких машин для устранения дефектов орудий, сменой гендиректора предприятия и штрафными санкциями от Ирака в размере 3 млн долларов. В августе 2011 года был заключён контракт на поставку в Таиланд 121 БТР-3Е1 на сумму свыше 140 млн долларов.
С 19 января 2011 года завод является одним из предприятий ГК «Укроборонпром».
1 сентября 2011 был подписан контракт на поставку в Таиланд 49 танков «Оплот» на сумму свыше 200 млн долларов (самый крупный контракт на поставку украинского вооружения со времени пакистанского танкового контракта). Производство первых пяти танков было завершено в октябре 2013 года и они были отправлены в Таиланд в начале 2014 года
В 2013 году объём производства завода составил 305 млн гривен (на 25 % больше, чем в 2012 году), расходы предприятия были сокращены на 80 млн гривен, в этом году завод освоил серийное производство принципиально новой продукции (двигателей 6ТДФ2 и танков «Оплот»)

#### Война на Донбассе
В июне 2014 на заводе были сформированы выездные бригады рабочих для ремонта повреждённой и неисправной бронетехники непосредственно в зоне боевых действий.
29 августа 2014 заместитель главы «Укроборонпрома» Сергей Пинькас сообщил, что «Укроборонпром» намерен перевести предприятия на трёхсменный график работы, чтобы повысить производительность на 40 %.
23 октября 2014 начался переход завода на трёхсменный график работы, был объявлен набор дополнительных рабочих, поскольку количество заказов на ремонт и модернизацию военной техники значительно увеличилось.
3 августа 2014 на территории завода сработало взрывное устройство, повреждения получил административный корпус завода. СБУ квалифицировала атаку на завод, ремонтирующий бронетехнику для ВСУ, как теракт
На заводе в сентябре 2014 года хранилось 585 танков (а также сотни тонн двигателей, гусениц, траков и коробок передач), но по словам директора завода Николая Белова все эти танки в плохом техническом состоянии, которые постепенно снимают с консервации и возвращают в строй для войны на востоке страны. В настоящее время завод перешёл на работу без выходных и занят ремонтом и изготовлением новых танков и БМП для украинской армии.
В декабре 2014 года в результате расследования Генеральной Прокуратуры Украины было установлено, что в период с декабря 2012 по август 2014 года должностные лица завода внесли в официальные документы предприятия недостоверные сведения о непригодности оборудования и списали из перечня основных активов завода станки, автомобильную технику, комплектующие к ним, которые были необходимы для производства бронетехники общей стоимостью 2,1 млн гривен
По итогам работы в 2016 году госпредприятие «Завод им. Малышева» (Харьков) году существенно увеличило объёмы производства продукции. Темпы роста производства товарной продукции ГП «Завода им. Малышева» составили 319,3 % по сравнению с 2015 годом, доход от реализации продукции увеличился на 178 %. Существенный рост экономики ГП «Завод им. Малышева» обеспечен благодаря полной загрузке производственных мощностей.
С 2009 года завод выпустил всего один танк для ВСУ
29 мая 2019 на заводе им. Малышева прошёл многотысячный митинг рабочих завода в поддержку генерального директора А. В. Хланя,.
В феврале 2021 года перед сотрудниками предприятия образовалась двухмесячная задолженность по заработной плате; предприятие ищет нового директора
По состоянию на начало 2022 года общая сумма подписанных контрактов превысила 3,4 млрд грн, продолжалось выполнение заказа на ремонт парка танков Т-80УД. Этот контракт на сумму $85,6 млн был подписан в феврале 2021 с Исламской республикой Пакистан .

## Виды производства

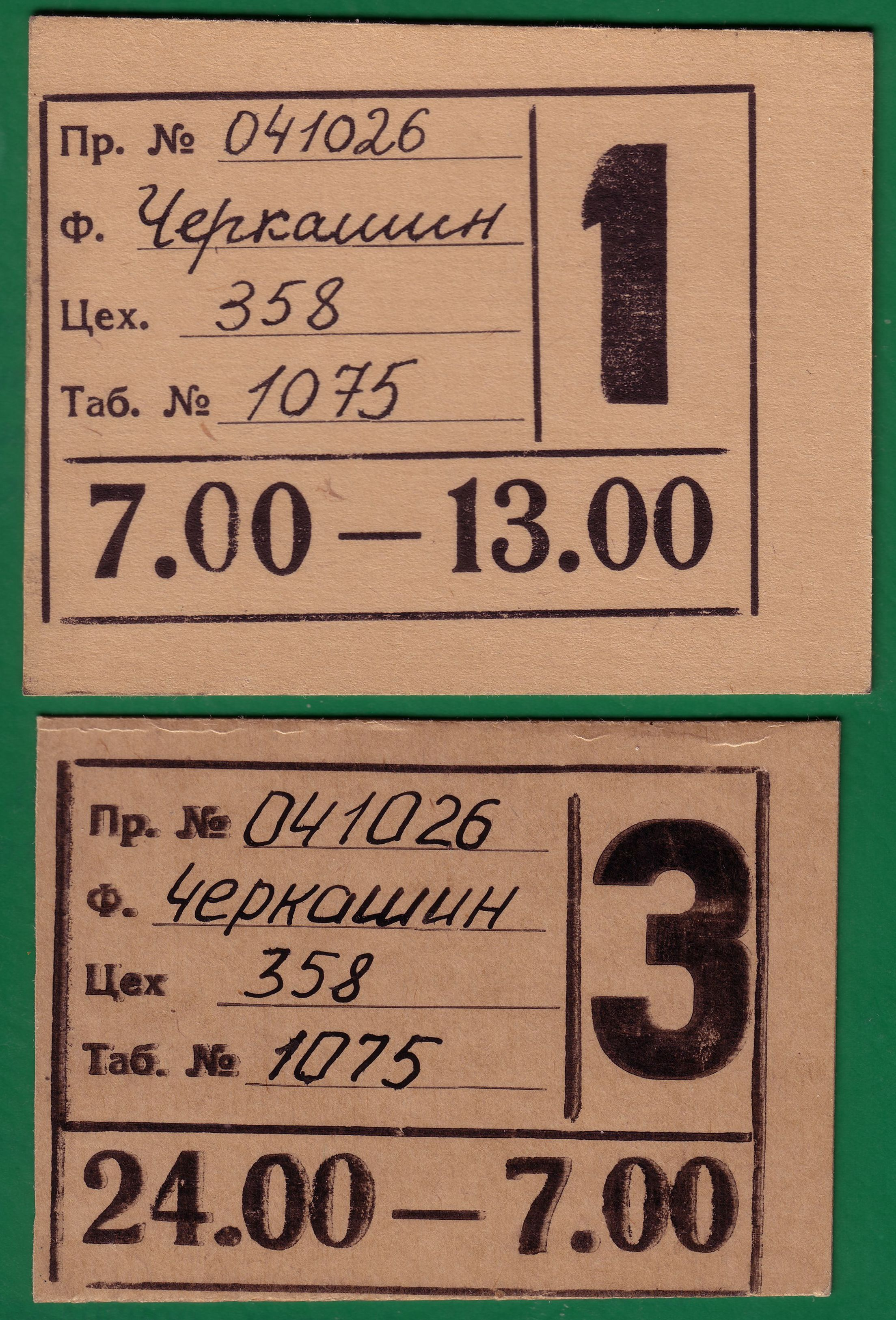
Пропуска на завод, 1 и 3 смена. 1988

### Локомотивостроение

#### Паровозостроение (1897—1941 годы)
С момента пуска завода вплоть до начала Великой Отечественной войны паровозостроение являлось профилирующим видом производства.
- Удельный вес паровозостроения по годам в процентах: 1897—1902 гг. — 100 %; 1902—1903 гг. — 91,6 %; 1903—1904 гг. — 92,2 %; 1905—1906 гг. — 95,2 %; 1907—1908 гг. — 93,2 %; 1908—1909 гг. — 92,2 %; 1909—1910 гг. — 91,1 %; 1910—1911 гг. — …; 1911—1912 гг. — 67,7 %; 1913—1914 гг. — 79,0 %; 1914—1915 гг. — 80,0 %; 1915—1916 гг. — 80,0 %;[13]
- К концу 1903 года ХПЗ построил 1000 паровозов; с 1897 по 1912 годы — 1846 паровозов[70]. К 1915 году на долю ХПЗ приходилось свыше 20 % всего производства паровозов в России[70].

Серийные паровозы
| Наименование серии | Осевая формула           | Годы выпуска | Назначение                              | Примичание          |
| ------------------ | ------------------------ | ------------ | --------------------------------------- | ------------------- |
| О                  | 0-4-0                    | 1897-1915    | грузовой                                |                     |
| Щ                  | 1-4-0                    | 1906-1916    | грузовой                                |                     |
| С                  | 1-3-1                    | до 1919      | курьерский                              |                     |
| Э                  | 0-5-0                    | 1921—1923    | грузовой                                | проект 1917 года    |
| Э                  | 0-5-0                    | 1923—1926    | грузовой                                | проект 1923 года    |
| Су                 | 1-3-1                    | 1925—1926    | пассажирский                            | проект 1925 года    |
| Эу                 | 0-5-0                    | 1926—1931    | грузовой                                |                     |
| Эм                 | 0-5-0                    | 1931—1935    |                                         |                     |
| СО 17              | 1-5-0                    | 1935—1936    | «Серго Орджоникидзе»                    |                     |
| СО 19              | 1-5-0                    | 1936—1941    | с тендер-конденсатором                  |                     |
| СО 18              | 1-5-0                    | 1939—1941    | с вентиляторной тягой и подогревом воды |                     |
| —                  | Тендер с подогревом воды | 1939—1941    |                                         | для паровозов СО 18 |

#### Тепловозостроение (1947—1969 годы)
Серийные тепловозы
ТЭ1, ТЭ2, ТЭ3, ТЭ4, ТЭ5, ТЭ7, ТЭ10, 2ТЭ40, ТЭП10.

### Двигателестроение (1911—2012 годы)
В 1911—1912 годах: на заводе был создан отдел тепловых двигателей и к 1912 году — введён «тепловой» цех для производства двигателей внутреннего сгорания (ДВС). В 1916 году РПиМО отмечало: «Изготовление двигателей внутреннего сгорания на ХПЗ, главным образом для нужд морского ведомства сделало значительные успехи как в техническом смысле, так и в смысле производительности». В течение первых десяти лет, отдел тепловых двигателей последовательно запустил в производство шесть типов ДВС. Только для народного хозяйства (за исключением военных заказов) было произведено 109 дизелей общей мощностью 20144 л.с., это были 2-тактные тихоходные дизели классического типа, но со значительными улучшениями, внесёнными конструкторами отдела тепловых двигателей. Дизелестроение превратилось на ХПЗ в один из основных видов производства, заложив прочный фундамент Харьковской производственной и научной школы дизелистов, широко известной и авторитетной. Впоследствии тепловой цех был включён в состав Дизельного Отдела завода (ДзО).
Основные направления разработок отдела тепловых двигателей ХПЗ, в период 1912—1917 годов:
- в конструктивных решениях, отход от компоновок характерных для паровых машин с горизонтальным расположением цилиндров, путём собственных разработок газовых двигателей и дизелей с вертикальным расположением цилиндров;
- переход в конструкциях стационарных и судовых дизелей от станинного типа остова к картерному;
- разработка «нераскрываемых» газовых стыков: крышка (головка)-втулка (гильза) цилиндра;
- совершенствование систем воздухоснабжения 2-тактных двигателей, в частности: разработка и применение схемы прямоточной продувки со впуском воздуха через окна в гильзе цилиндра и выпуском через клапаны. размещённые в головке цилиндра; применение более экономичной «П-образной» схемы продувки, вместо «петлевой»;
- проектирование дизелей с учётом обеспечения возможности перехода на различные виды топлива, путём замены штатных узлов и деталей;
- проведение научно-исследовательских разработок, в частности: по обеспечению перевода дизеля на газообразное топливо, путём организации экономичного рабочего процесса «газодизеля»; по бескомпрессорному (с непосредственным впрыском топлива) рабочему процессу дизеля.

Столь многоплановая и плодотворная деятельность отдела тепловых двигателей ХПЗ, стала возможной благодаря тесному научно-техническому сотрудничеству с инженерно-преподавательским составом Харьковского технологического института (ХТИ), который в течение первого десятилетия XX столетия, начал готовить инженеров-теплотехников, со специализацией по двигателям внутреннего сгорания. Когда на ХПЗ был образован отдел тепловых двигателей и началась подготовка их производства, технический директор ХПЗ — В. Т. Цветков, по совместительству преподавал в ХТИ — читал основные курсы по ДВС.
Новаторские разработки в области дизелестроения на ХПЗ, проводимые до 1917 года, явились основой для развития советского дизелестроения, наивысшим достижением которого в 1930-х годах, явилось создание бескомпрессорного дизеля Д-40 и танкового двигателя В-2.
Стационарные двигатели
- газовые двигатели горизонтальные, 4-тактные, с искровым зажиганием, «тандем», большой мощности — 3500 л. с., работающие на доменном газе на металлургических заводах;
- газовые двигатели вертикальные, 4-тактные с искровым зажиганием, малой и средней мощности, с газогенераторами, конструкции ХПЗ, моделей «ДГВ» и «КГВ», мощностью до 100 л. с. ;
- стационарные дизели типа ДВ и ДД;
- двухтактные тихоходные крейцкопфные дизели с цилиндровой мощностью более 400 л. с.;
- двухтактные тихоходные тронковые дизели с цилиндровой мощностью до 400 л. с.;
- нефтяные двигатели («нефтянки»), конструкции ХПЗ, с числом цилиндров от 1 до 4, мощностью от 16 до 64 л. с. — стационарные, вертикальные, 2-тактные, с кривошипно-камерной продувкой — для эксплуатации в промышленности и в сельском хозяйстве;
- стационарный бескомпрессорный дизель Д-40;
- стационарные дизель-генераторы на базе тепловозных дизелей: Д50; 10Д100;
- газовые мотор-генераторы типа 11ГД100.

Судовые дизели
- двухтактные дизели для подводных лодок, конструкции ХПЗ, модели: НС и РС, мощностью до 1500 л. с. — увеличенной высоты, но с минимальной габаритной шириной;
- судовые дизели типа ДВ и ДД;
- мощные судовые дизели типа «Зульцер»;
- судовой бескомпрессорный дизель Д40 — создан в 1930-х годах.;
- судовые дизели на базе тепловозных: Д50; 10Д100 — созданы в 1950-х годах.

Тепловозные дизели
- Д50; 2Д100; 10Д100; 2Д70.

Быстроходные танковые моторы
- дизель В-2 и его модификации;
- двухтактные дизели с жидкостным охлаждением серии 3ТД: 3ТД-1 (280 л. с.), 3ТД-2 (400 л. с.), 3ТД-3 (500 л. с.), 3ТД-4 (600 л. с.);[72]
- двухтактные дизели с жидкостным охлаждением серии 5ТД: 5ТДФ (700 л. с.), 5ТДФМ (850 л. с.), 5ТДФМА (1050 л. с.);[72]
- двухтактные дизели с жидкостным охлаждением серии 6ТД: 6ТД-1 (1000 л. с.), 6ТД-1Р (1000 л. с.), 6ТД-2 (1200 л. с.);[72]
- конверсионные дизели семейства ДН и ДТ.

### Гусеничное машиностроение (1924—2012 годы)

#### Тракторостроение (1924—1940 годы)
- «Коммунар» (1935 год)
- «Коминтерн» (1935—1940 годы)

#### Танкостроение (1932 — по настоящее время)
Харьковский паровозостроительный завод — один из первых машиностроительных заводов СССР, освоивших производство танков. В 1927 году ему, среди других машиностроительных заводов СССР, была поручена организация работ по танкостроению, а в дальнейшем и разработка конструкций советских танков.

ХПЗ начинал организацию танкостроения не на пустом месте. Был уже опыт ремонта зарубежных танков — в 1920—1923 годах завод отремонтировал около 30 трофейных танков. Был опыт изготовления и ремонта бронепоездов, бронепаровоза, броневиков. С 1924 года серийно изготавливались гусеничные тракторы «Коммунар», разрабатывалась конструкция более мощного и совершенного гусеничного трактора «Коминтерн». С 1925—1926 годов началось внедрение в паровозо- и котлостроение газо- и электросварки. В эти же годы создавалась на ХПЗ «малая металлургия», давшая в дальнейшем первоклассную броню. Выросли кадры рабочих, руководителей, металлургов, технологов.

В ноябре 1927 года по распоряжению наркома военно-морских дел К. Е. Ворошилова Главное конструкторское бюро Орудийно-Арсенального треста (ГКБ ОАТ) получило техническое задание на проектирование манёвренного танка. Проект машины разрабатывался под руководством начальника ГКБ С. П. Шукалова (ведущие инженеры танка — В. И. Заславский и Б. А. Андрыхевич) и учитывал опыт работы над лёгким танком Т-18 (МС-1). Изготовление опытного образца машины, получившего обозначение Т-12 (А-12), «с железным корпусом» поручается Харьковскому паровозостроительному заводу.
Уже в декабре 1927 года на ХПЗ создаётся специальное конструкторское бюро машиностроения для организации производства танков. Главное Управление металлической промышленности (письмо № 1159/128 от 7 января 1928 года) поручает «…в срочном порядке проработать вопрос о постановке на ХПЗ производства танков и тракторов…».
По воспоминаниям А. А. Морозова, «танк Т-12 создавался в условиях почти полного отсутствия оборудования. Сборочный участок танка находился у трактористов. К концу 1929 года танк был сделан. Изготовленный образец получился тяжелее на 4 тонны, что было серьёзным недостатком. Всё же мы, молодые сотрудники КБ, гордились: это был наш первый настоящий танк.»
С 1928 по 1931 года выпускались танки Т-24; с 1931 года — лёгкие танки серии БТ: БТ-2; БТ-5; БТ-7; БТ-7М — выпускался по 1940 год; с 1933 по 1939 года — тяжёлые танки серии Т-35.
В 1939 году Михаил Кошкин создал лучший средний танк Второй мировой войны — Т-34.
До эвакуации из Харькова в Нижний Тагил заводом было выпущено чуть более 10000 танков всех типов.
13 октября 1943 года постановлением СНК № 19676рс объединѐнным в Харькове остаткам заводов № 183 и № 75 был присвоен № 75.
После войны выпускались Т-44, Т-54, Т-55 до 14 модернизаций, Т-64, Т-80, Т-80У, Т-80УД.
В 1979 году ХКБМ было присвоено имя его долговременного главного конструктора, дважды Героя Социалистического Труда А. А. Морозова.
В 1991 году завод обеспечил рекордный, для послевоенного периода, годовой темп выпуска танков — 800 единиц, подавляющее большинство из которых Т-80УД. Большая часть танков пошла на экспорт. Данные сведения были засекречены до 2000-х годов. После 1991 года завод даже близко никогда не приближался к этим показателям.
В 1995 году ХКБМ был разработан лучший на настоящий момент танк Украины Т-84. На его основе также разработаны танки «Оплот» и «Ятаган», «красочные» названия которым были даны с учётом маркетинга. Основанный на опыте создания Т-80УД и Т-84, «Ятаган» является ничем иным, как «Оплотом», приведённым под знаменатель стандартов НАТО с вытекающими незначительными изменениями внешнего вида.
30 июля 1996 года был подписан контракт на поставку Пакистану 320 танков Т-80УД на сумму 650 млн долларов. Первая партия из 15 танков была отгружена 20 февраля 1997 года. Весь контракт был выполнен в ноябре 1999 года. Темп производства составил 100—110 машин в год.
В 2008 году ХКБМ выпустил разработанный специально для съёмок фантастического фильма «Обитаемый остров» так называемый «БТР-Космос» — пурпурный инопланетный «танк»-автомат (на шасси БТР-4), на котором разъезжает Максим Каммерер.
Серийные танки 1933—1941 гг.:
- Т-35 (1932—1939)
- БТ-2 (1932—1933)
- БТ-5 (1933—1934)
- БТ-7 (1935—1939)
- БТ-7А (1936—1937)
- БТ-7М (1940)
- Т-34 (1940—1941)

Серийные танки 1944—п.н.в.:
- Т-44 (1944—1946)
- Т-54 (1946—1959)
- Т-55 (1959—1963)
- Т-64 (1964—1987)
- Т-80У (1985)
- Т-80УД (1987—1993)
- Т-84 (1995—2000)
- Т-84У (2000—2012)
- БМ «Оплот» (2008—п.н.в.)

#### Тягачестроение (1936—2012 годы)
Артиллерийские тягачи
- «Ворошиловец» (1939—1941 годы)
- «401», «403», «409», «426У», «429АМ», «453», «454».
- Арктические снегоходы типа «Харьковчанка».

## Награды
Завод награждён государственными орденами СССР: тремя орденами Ленина (1935, 1941, 1976); а также орденами Трудового Красного Знамени (1942), Красной Звезды (1943) и Октябрьской Революции (1970)